# Blumeodendron bullatum
Blumeodendron bullatum är en törelväxtart som beskrevs av Airy Shaw. Blumeodendron bullatum ingår i släktet Blumeodendron och familjen törelväxter. Inga underarter finns listade i Catalogue of Life.